# Crànios
Crànios (grec antic: Κράνιοι, llatí: Cranii) va ser una ciutat de l'illa de Cefal·lènia situada al fons de la badia d'Argostoli, dalt d'un pujol.
Es va aliar a Atenes l'any 431 aC junt amb les altres tres ciutats de l'illa, Same, Pronnes i Pale, segons que diu Tucídides. També diu que hi va haver una expedició de Corint contra l'illa l'any 430 aC en la qual van desembarcar prop de Crànios, però els habitants els van atacar per sorpresa els van vèncer i els van fer partir. L'any 421 aC, després de la Pau de Nícies, els atenesos van establir a la ciutat a petició dels lacedemonis als habitants de Pilos quan aquesta fortalesa es va rendir.
Titus Livi parla de la conquesta de Cefal·lènia per Marc Fulvi Nobílior l'any 189 aC, i diu que Crànios es va rendir sense combatre. També en parlen Estrabó, que diu que al seu temps era una ciutat sense gaire importància, i Plini el Vell.
Les seves restes es troben a la moderna ciutat d'Argostoli, on es conserven restes de les muralles.